# Noortje Tabak
Noortje Tabak (Bergeijk, 13 juli 1988) is een Nederlands voormalig wielrenster. Ze reed van 2007 tot en met 2011 voor de ploeg DSB Bank-Nederland bloeit.
In 2010 werd ze Europees kampioene op de weg bij de beloften en volgde daarmee Chantal Blaak op. In datzelfde jaar kwam ze uit bij de elite op het Wereldkampioenschap in Geelong, waar ze Marianne Vos aan een zilveren medaille hielp. In 2009 won Tabak het Nederlands kampioenschap voor universitairen en werd ze derde in de 7-Dorpenomloop Aalburg en in 2011 werd ze met het team Nederland Bloeit tweede in de ploegentijdrit van de Franse rittenkoers Trophée d'Or.

## Palmares
2009
- Nederlands kampioene op de weg, universitairen
- 3e in 7-Dorpenomloop Aalburg
- 3e in Omloop van de Blauwe Stad
- 5e in Omloop de Kempen

2010
- Europees kampioene op de weg, belofte
- 5e op het Nederlands kampioenschap wielrennen op de weg, elite

2011
- 2e in 2e etappe Trophée d'Or (ploegentijdrit)